# Edificio Marie-Guyart
L'Edificio Marie-Guyart è il più alto grattacielo della città di Québec in Canada.

## Storia
I lavori di costruzione durarono dal 1967 al 1972 e costarono circa 45 milioni di dollari canadesi.
Nel 1989 l'edificio venne ufficialmente battezzato col suo nome attuale in onore di Maria dell'Incarnazione, nata Marie Guyart, nel quadro di una riforma di tutti i nomi degli edifici della Collina parlamentare.